# Yapeyú
Yapeyú es una localidad de la provincia de Corrientes, en el departamento San Martín en Argentina. Fue fundada en 1860 con el nombre de San Martín sobre las ruinas de la antigua reducción de Yapeyú, fundada en 1627 y destruida por fuerzas brasileñas en 1817 durante la Invasión luso-brasileña. En 1899 pasó a denominarse Yapeyú.

## Ubicación
Se encuentra en una zona de suaves colinas en el este de la provincia de Corrientes, a orillas del río Uruguay que señala la presente frontera internacional de Argentina con Brasil. Yapeyú está comunicada principalmente mediante la RN14 que corre al oeste del casco antiguo de la población. La distancia a la capital de la provincia es de 401 kilómetros.

## Historia

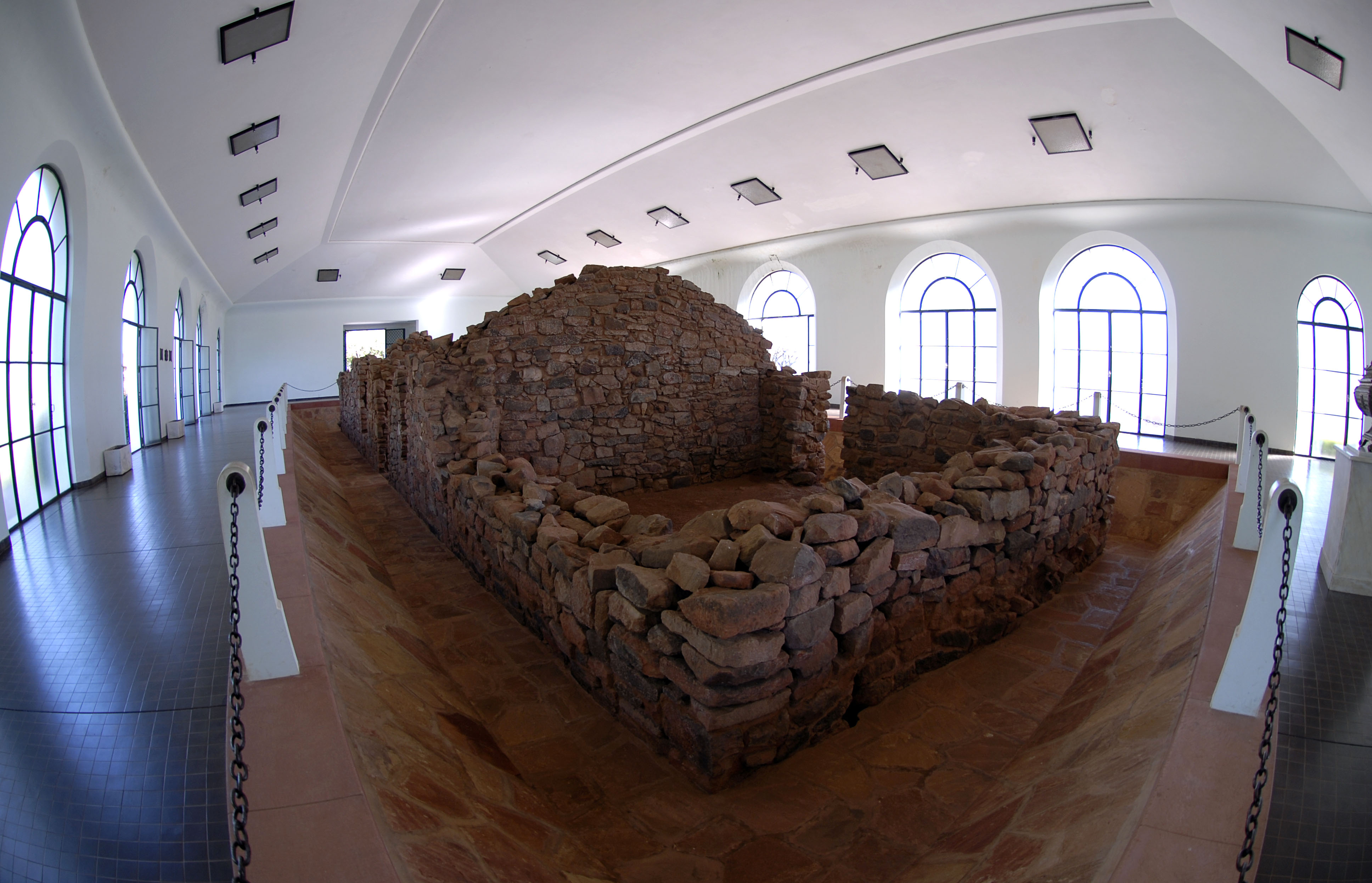
Restos de la casa natal de José de San Martín, en Yapeyú.

### Reducción jesuita
Hablar de Yapeyú y su historia, es hablar de: 1. La Reducción, conocida también como Nuestra Señora de los Tres Reyes Magos de Yapeyú. 2. La Gran Estancia Nacional (o estancias), perteneciente a las misiones jesuíticas guaraníes y 3. La Gobernación, como jurisdicción del Gobierno de las Misiones Guaraníes, después de la expulsión de los jesuitas.
La localidad fue fundada como una reducción el 4 de febrero de 1627 por los jesuitas Pedro Romero, Roque González de Santa Cruz y Nicolás Mastrilli Durán, quienes le dieron el nombre de "Nuestra Señora de los Santos Reyes Magos de Yapeyú o Nuestra Señora de los Tres Reyes de Yapeyú. 
En 1651 a causa de los ataques de los bandeirantes, la reducción de Nuestra Señora de Asunción de La Cruz de Mbororé (actual La Cruz) se trasladó a Yapeyú y en 1657 se independizó nuevamente recibiendo los territorios entre el río Aguapey y el arroyo Mbocarí. Al este del río Uruguay se le entregaron tierras al norte del río Ibicuy, excepto la zona delimitada por los arroyos Parirití y Tembetarí.
La población de Yapeyú, se dedicó principalmente a la explotación ganadera, a partir del ganado cimarrón capturado entre los ríos Uruguay y Paraná y por la compra de ganado correntino en 1634. Con estos animales se formó una vaquería entre el arroyo Guaviraví y el río Miriñay, posteriormente se fundaron estancias en esa zona, como la de San Andrés en 1657 con indígenas yaros y 500 cabezas de ganado. Esta estancia-reducción fue abandonada al año siguiente y sus animales conformaron la vaquería de Yapeyú. 
En 1657, la frontera de la conocida también, como Gran estancia Nacional de Yapeyú, quedó fijada por una Real cédula, en su lindero más austral, en el río Queguay (actualmente, Departamento de Paysandú, Uruguay).
Ese mismo año, se funda la estancia del Ibicuy en territorios actualmente brasileños, con animales de la Vaquería del Mar. En 1694 esta estancia fue traslada hacia la desembocadura del Cuareim al ser abandonada la Vaquería del Mar y se incorporó la zona charrúa entre los ríos Queguay y Negro.

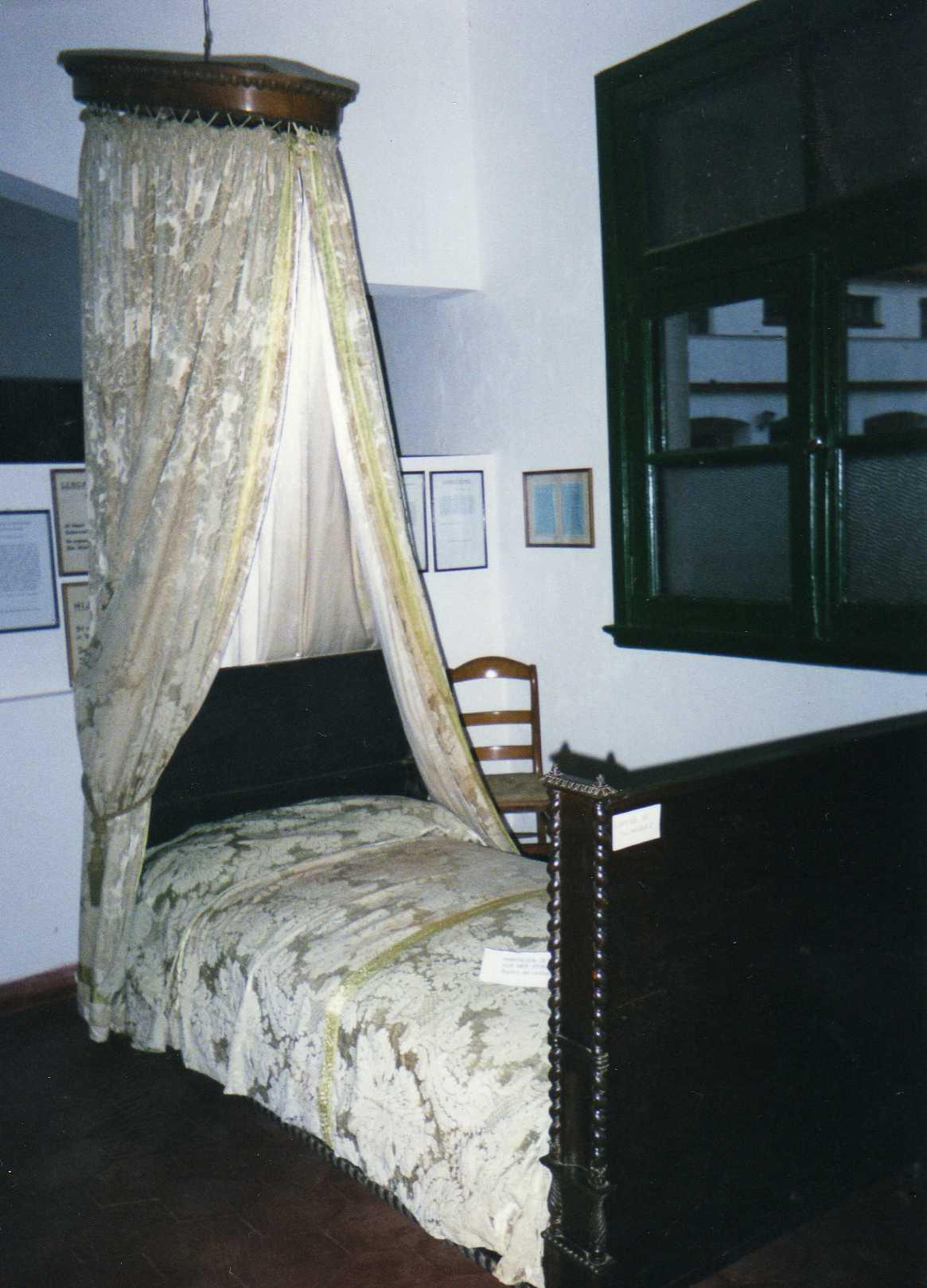
Museo Sanmartiniano en Yapeyú.

En 1703 fue fundada la estancia de San Pedro junto al río Miriñay. A partir de 1740, entre San Pedro y Yapeyú se fundaron los puestos de: San Martín (para la cría de ovejas), San José (cría de caballos), San Xavier (cría de mulas de carga), San Isidro (cría de vacas lecheras), San Felipe (cría de bueyes) y los de San Alonso y San Jorge para la cría de yeguas.
A inicios del siglo XVIII, la población había alcanzado ser de 10 000 habitantes en su mayoría con orígenes charrúas, bohanes, yaros y chandules (guaraníes de las islas) aunque predominaba la singular síntesis cultural hispanoguaranítica (por ejemplo, el idioma hablado más frecuentemente era el guaraní mezclado con el español e incluso el latín), fue en esos años que Yapeyú pasó a ser la sede del superior de los jesuitas en las Misiones.

### Reducción dominica
Por real cédula del 27 de febrero de 1767 el rey español Carlos III ordenó la expulsión de la orden jesuítica de todas las posesiones españolas la cual se llevó a cabo en 1768. Casi inmediatamente la zona entró en decadencia económica, las misiones fueron secularizadas y Yapeyú era uno de los treinta pueblos de las misiones guaraníticas. Divididas (las misiones) al principio en dos gobernaciones, se reconcentró más tarde en un solo gobernador en lo político y militar y un administrador general en lo económico, con tres tenientes gobernadores auxiliares de uno y otro, cada uno de los cuales tenía a su cargo un departamento. El tercero de estos departamentos se componía de los pueblos de La Cruz, San Tomé, San Borja y Yapeyú, del cual el último era la capital y le daba su nombre.
En 1774 Juan de San Martín desempeñaba el puesto de teniente gobernador del departamento de Yapeyú, siendo a la sazón gobernador de toda la provincia de Misiones el capitán don Francisco Bruno de Zabala. Juan de San Martín la amplió la jurisdicción de Yapeyú hasta el arroyo Yeruá (al sur de Concordia) que hasta entonces llegaba hasta el Río Miriñay. En esta región restableció la Ruta al Salto mediante la cual se enviaban a Buenos Aires para su comercialización los excedentes de yerba mate, algodón, tabaco, grasas y cueros. Además fundó las estancias de La Merced (hoy Monte Caseros), San Gregorio (cerca de Mocoretá), Concepción de Mandisoví (cerca de Federación) y Jesús del Yeruá (un poco al sur de Concordia). Afianzando la ruta comercial del río Uruguay que debía saltar los escollos de los saltos Chico y Grande, para lo cual reactivó el puerto de San Antonio del Salto Chico.
En 1778 en esta población nació José de San Martín hijo de Juan de San Martín. A partir de 1801 y tras la invasión de las Misiones Orientales por parte de los bandeirantes, Yapeyú no sólo perdió sus distritos al este del río Uruguay sino que padeció los continuos ataques portugueses y luego brasileños, de este modo tras las derrotas sufridas por Andrés Guazurary y José Gervasio Artigas la ciudad de Yapeyú quedó reducida a ruinas después de ser saqueada y arrasada por los luso brasileños durante la invasión que se prolongó entre 1816 y 1821, la principal devastación la llevaron a cabo las tropas al mando del coronel Chagas en 1817. Después de la segunda mitad del siglo XIX, al estabilizarse las fronteras internacionales la población resurgió muy lentamente teniendo hasta mediados del siglo XX el nombre oficial de San Martín.

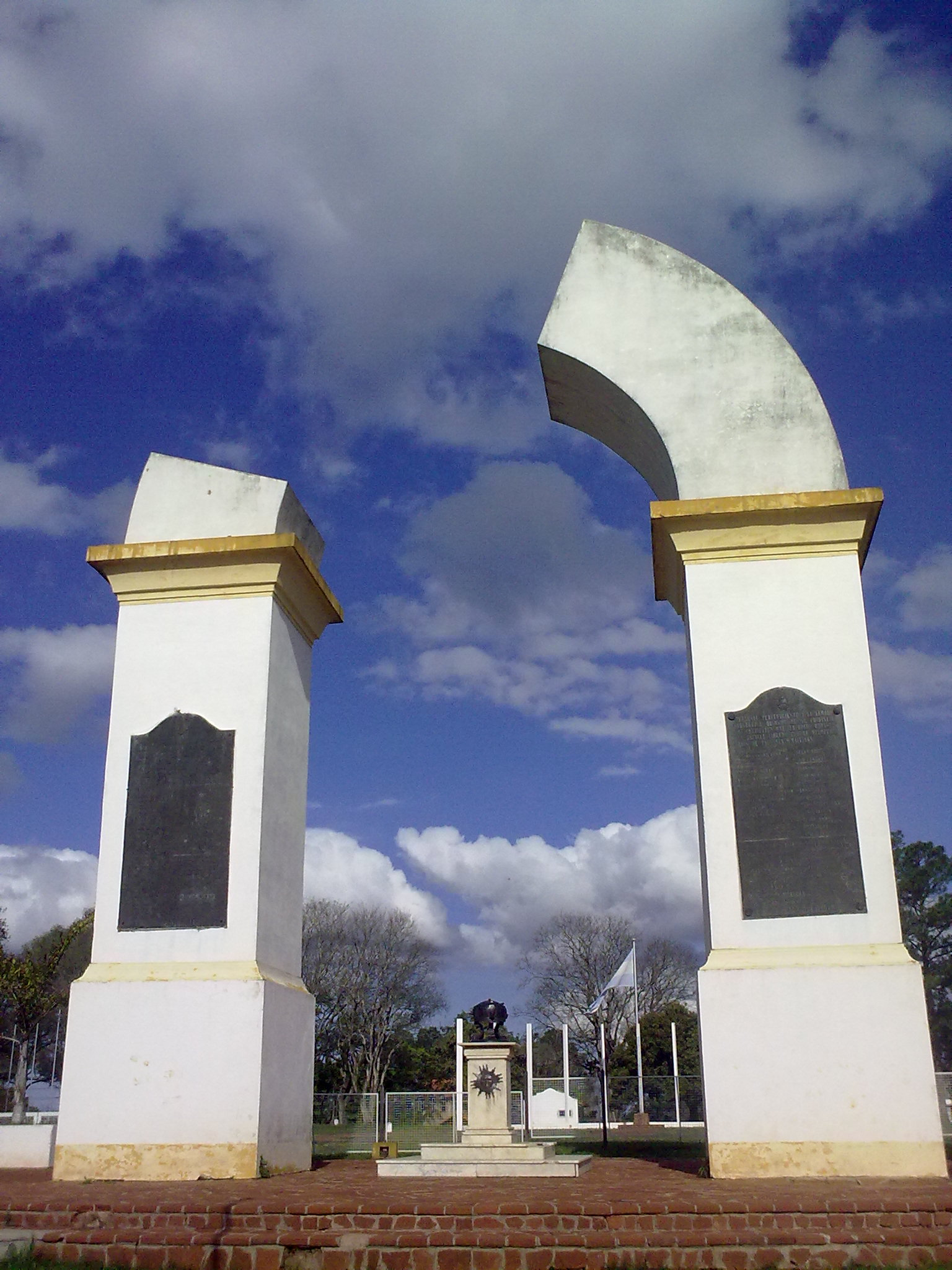
Arco trunco, Homenaje a los Caídos en Malvinas.

### Incorporación a Corrientes
En 1830 Corrientes incorporó el área misionera a sus dominios mediante convenios con comandantes locales y el 1.º de septiembre de 1832 la Cámara de Representantes de Corrientes la anexó a la provincia. El 13 de febrero de 1850 el gobernador de Corrientes Benjamín Virasoro, dispuso el restablecimiento del pueblo de Yapeyú con el nombre de San Martín fijándole una planta urbana y un ejido, aunque el pueblo no fue repoblado. El 20 de agosto de 1859 el gobernador Juan Pujol en un mensaje a la legislatura rechazó una propuesta de compra del campo en donde estaban las ruinas de Yapeyú y propuso su repoblación.
En 1860 el gobernador José María Rolón cumpliendo con el mensaje dirigido por su predecesor Juan Pujol, el 20 de agosto de 1859, dispuso el restablecimiento del pueblo de Yapeyú, determinando la planta urbana y ejido y retomando el nombre de San Martín. El 13 de febrero de 1860 comenzó a repoblarse el área con la llegada de colonizadores franceses y suizos que llegaron a Corrientes para poblar la colonia San Juan cerca de la capital provincial.
El 22 de enero de 1887 el gobernador firmó el decreto que autorizó la delineación y amojonamiento de las 49 manzanas iniciales del pueblo de San Martín y de su ejido. 
Una ley provincial sancionada el 31 de julio de 1899 renombró al pueblo de San Martín como Yapeyú, mientras que el departamento hasta entonces llamado La Cruz pasó a denominarse San Martín.
El 13 de julio de 1915 fue sancionada la ley nacional n.º 9655 que dispuso:

Art. 1ro. Autorízase al P. E. para adquirir en propiedad la manzana del terreno ocupada por las ruinas de la casa que fuera del general José de San Martín, en Yapeyú, con el objeto de restaurarla y conservarla como monumento de gratitud nacional.

El 27 de septiembre de 1920 la legislatura provincial sancionó la ley n.º 315 que creó la comisión de fomento de Yapeyú.
El 3 de abril de 1938 el Gobierno de Corrientes declaró monumento provincial a las ruinas de la casa de los gobernadores de Yapeyú en donde nació el general José de San Martín. Un decreto nacional del 6 de octubre de 1945 las declaró Monumento Histórico Nacional.
El 2 de octubre de 1969 fue sancionada la ley n.º 2878 que fijó los límites del municipio de Yapeyú:

Norte: Línea quebrada que nace en el cauce del arroyo Guaviravi, en las coordenadas geográficas 29º 20’ 30’’ de latitud Sur y 56º 48’ 50’’ de longitud Oeste; de allí, en dirección Sudeste hasta un punto formado por las coordenadas geográficas 29º 21’ de latitud Sur y 56º 45’ 20’’ de longitud Oeste, partiendo de este punto con dirección Sudeste hasta la prolongación del arroyo Aguapé, en las coordenadas geográficas 29º 21’ 30’’ de latitud Sur y 56º 44’ 30’’ de longitud Oeste;
Este: El cauce del arroyo Aguapé y el río Uruguay;
Sur: El río Uruguay y el arroyo Guaviravi;
Oeste: El arroyo Guaviravi, hasta alcanzar el punto inicial del límite Norte.

## Ciudades hermanadas
- Bailén (España)

## Toponimia
El término Yapeyú viene del idioma guaraní y significa "fruto maduro". Sin embargo, otra versión indica que la comarca tomó su nombre del río homónimo y este, a su vez, de una variedad de jahape con agujas (ju). El nombre de esta planta, jahapeju, con el uso se transformó primero en jaapeju y finalmente en japeju.
Yapeyú antaño fue también el nombre del pequeño río que ahora se conoce como arroyo Guaviraví.

## Economía
Tradicionalmente, desde su fundación, la economía se ha basado en la ganadería de vacunos. Desde el siglo XX debido a su valor histórico (lugar natal de José de San Martín y ruinas jesuíticas) la población – en la cual aún predominan casas del siglo XIX e inicios del siglo XX de una sola planta– deviene en un centro con atractivos turísticos reforzado por su inmediato entorno rural en el cual se mantienen preservadas bastantes zonas naturales. En la ciudad se destacan, además de las ruinas (que incluyen la casa natal de San Martín resguardada por un templete construido en 1938) el conjunto de museos que incluye al Museo Sanmartiniano, Museo Sargento Cabral y Jerónima Matorras  (dentro de la sede del Regimiento de Granaderos a Caballo) y el Museo Jesuítico Reverendo Padre Guillermo Furlong S.J. En la plaza central se mantiene vivo el "higuerón" o ibapoí que ya existía durante la niñez de San Martín, en la antigua iglesia del siglo XVII se encuentra la imagen de la Virgen Morena advocación patronal de Yapeyú en sus proximidades se encuentra el mausoleo con los restos de los padres de San Martín, los cuales al ser traídos desde España en 1947 primeramente reposaron en el cementerio de la Recoleta. Otro monumento de interés es el Arco Trunco que homenajea a los muertos en la guerra del Atlántico Sur durante 1982. En los ríos es muy buena la pesca de dorados, bogas, surubíes y patíes.

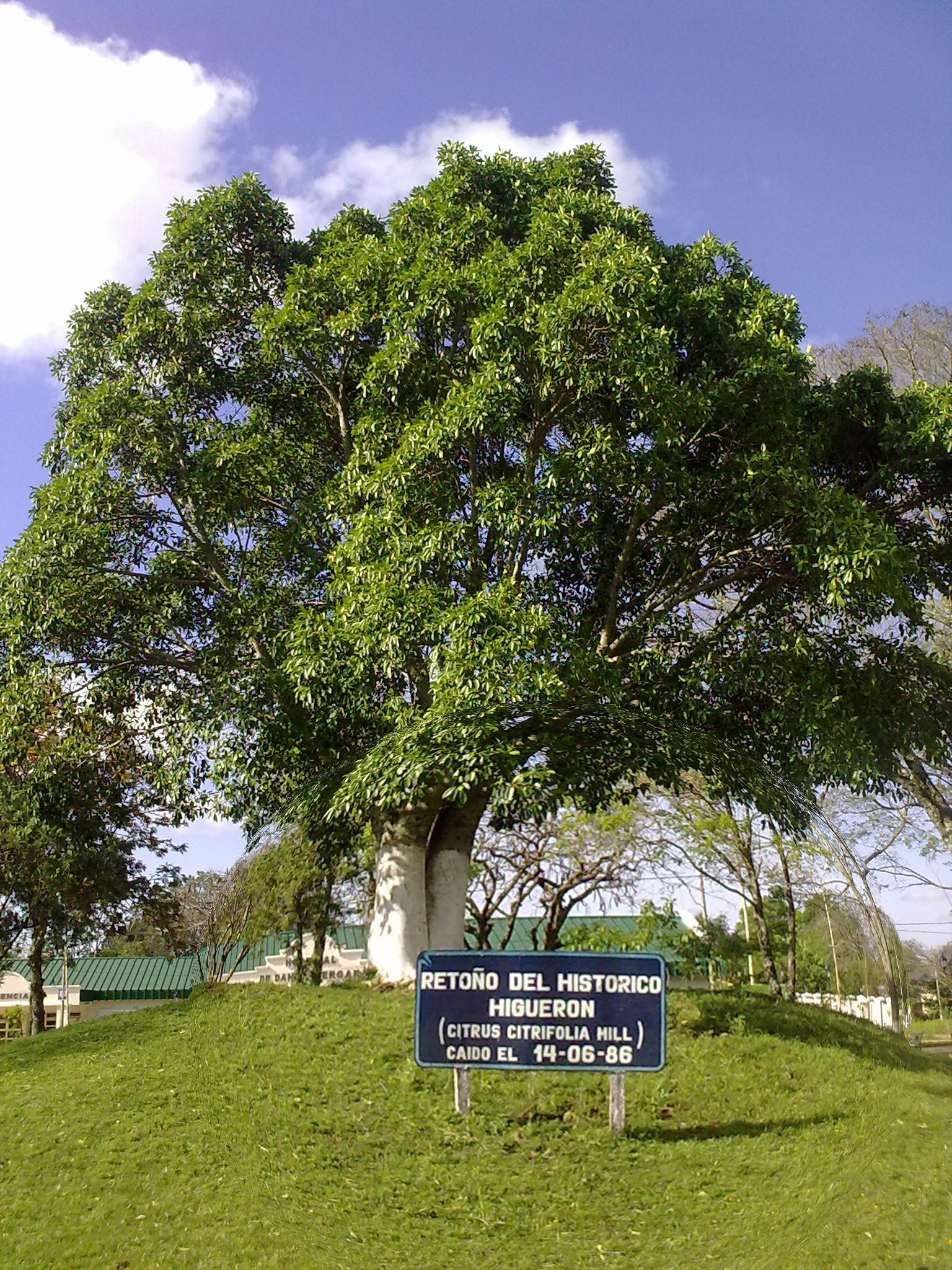
Retoño del higuerón donde jugaba el niño San Martín.

## Atracciones turísticas

### Arco Trunco
Este monumento fue inaugurado en 1982 en homenaje a los correntinos caídos en la Guerra de Malvinas. Simboliza la ausencia de los caídos y la soberanía argentina ausente en las islas. En las placas de bronce se detallan los nombres de los caídos.

### Templete
A metros del pleno centro de Yapeyú, el Templete Histórico conserva las ruinas de la casa natal de San Martín.
Es un lugar donde se revive la historia de la infancia del libertador ubicado en un gran paisaje entre el Río Uruguay y el parque perimetral. Fue inaugurado en el año 1938 y es de estilo colonial.
La casa que se conserva en el interior del templete, fue la vivienda que ocupó Don Juan de San Martín cuando asumió el cargo de gobernador del Yapeyú en 1774, y su esposa doña Gregoria Matorras. Allí transcurrieron los primeros años de la infancia de José Francisco de San Martín, hasta que fue llevado a España, para ingresar en 1786 en el colegio de Nobles de Madrid.
La casa tiene tres dependencias y se conservan las paredes, de 80 centímetros, realizadas con ladrillos de argamasa que se fabricaban en las misiones jesuíticas.

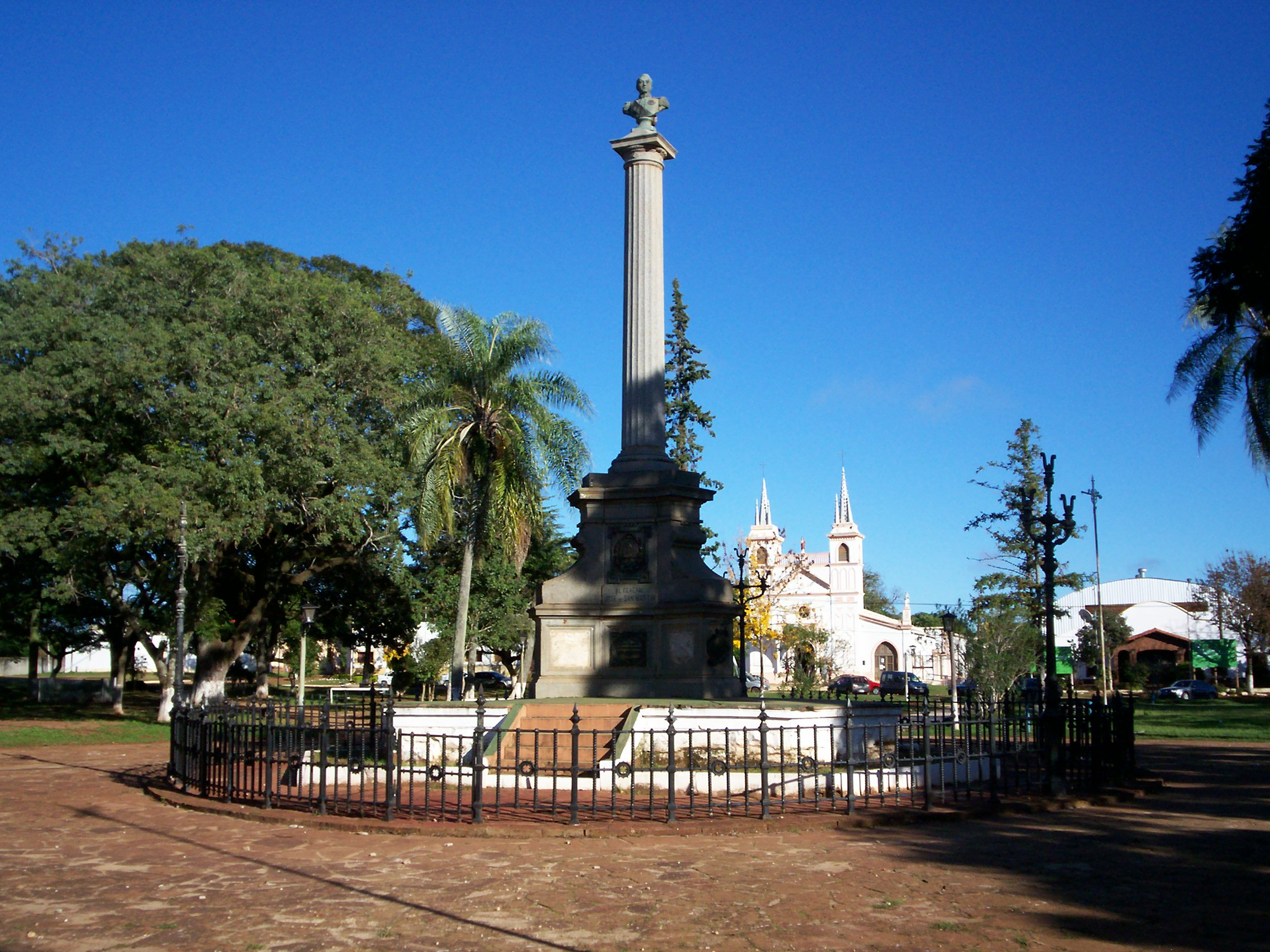
Plaza San Martín (Yapeyú).

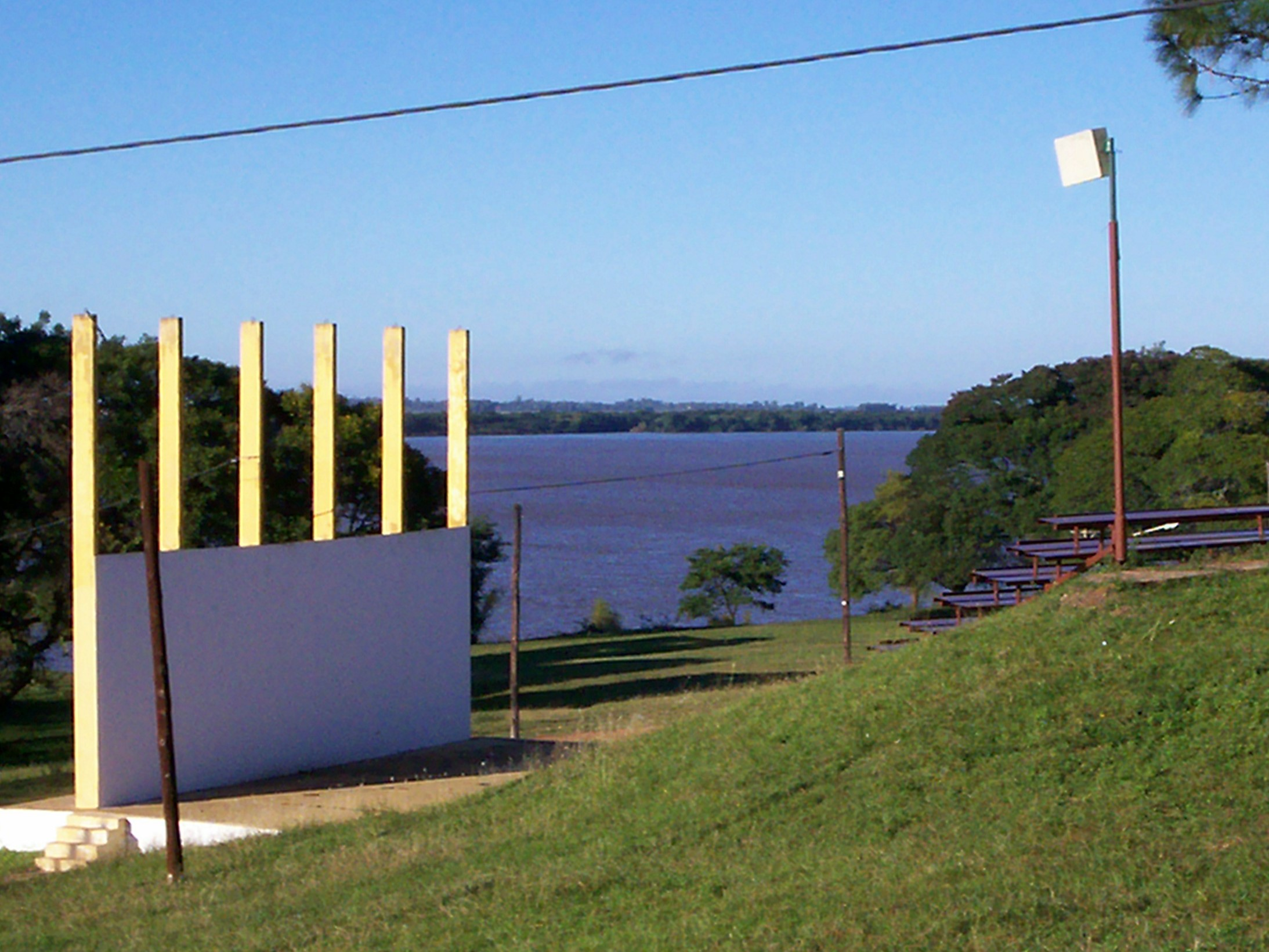
Anfiteatro de Yapeyú, frente al río Uruguay. En la orilla de enfrente se encuentra la ciudad de João Arregui (Brasil).

## Población
Cuenta con 1,736 habitantes (Indec, 2010), lo que representa un incremento del 5,2% frente a los 1,650 habitantes (Indec, 2001) del censo anterior.
| Gráfica de evolución demográfica de Yapeyú entre 1991 y 2010 |
|                                                              |
| Fuente: censos nacionales del INDEC                          |

## Personalidades
Tal cual se ha indicado, en Yapeyú nació José de San Martín, mientras que entre los yapeyuanos conocidos del siglo XX se destaca el corredor maratonista Reynaldo Gorno.

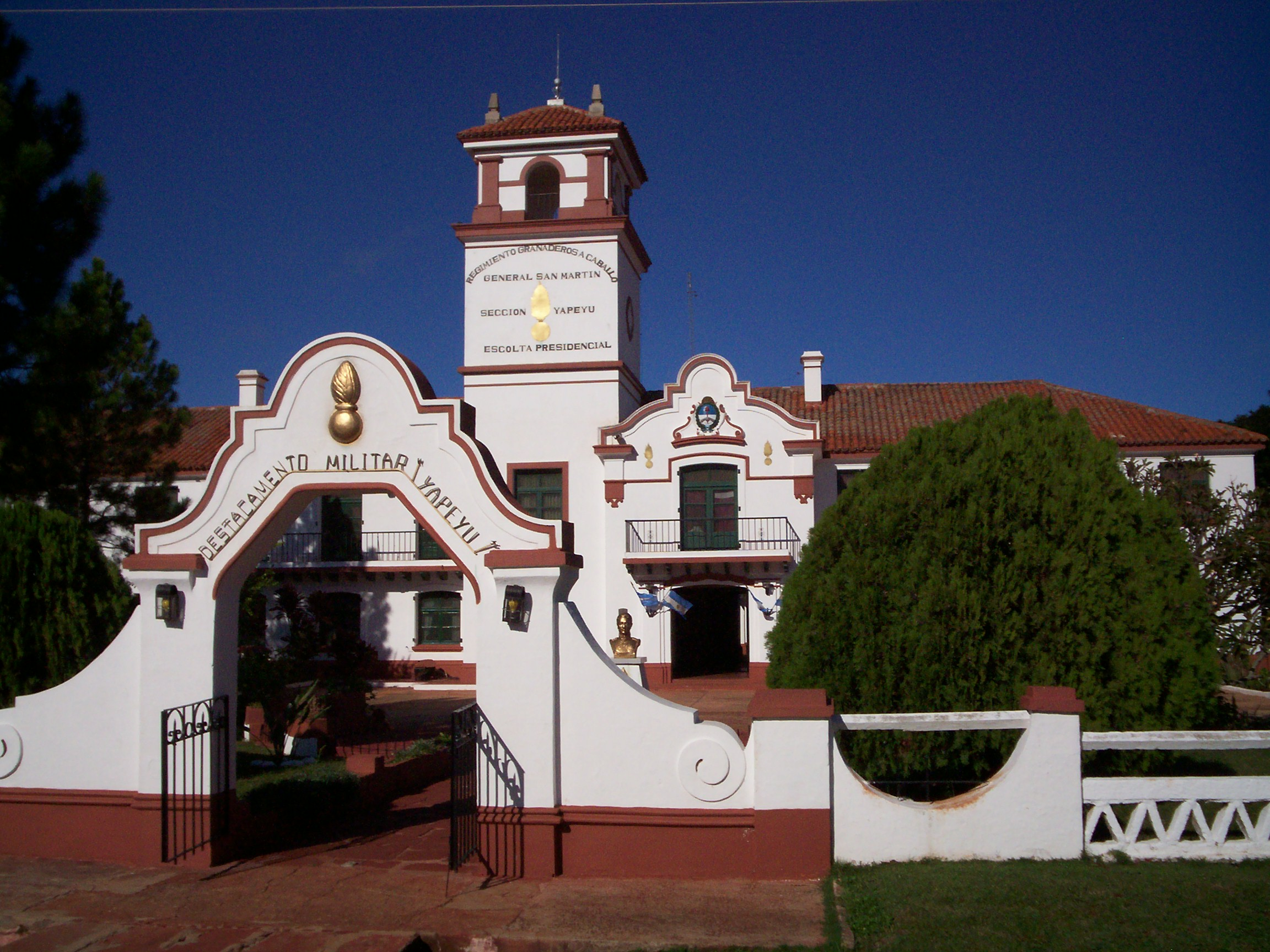
Regimiento de Granaderos a Caballo

## Despliegue de lasFuerzas Armadas
| Unidades del Destacamento Militar Yapeyú | Sigla |
| ---------------------------------------- | ----- |
| Destacamento Militar Yapeyú (del RGC)    |       |